# Ophienigma
Ophienigma is een geslacht van slangsterren uit de familie Ophiacanthidae.

## Soorten
- Ophienigma spinilimbatum Stöhr & Segonzac, 2005